# Kaledonische Orogenese

Lage der kaledonischen Gebirgsgürtel im Unterdevon. Der heutige Küstenverlauf ist grau liniert, die Suturzone in rot.

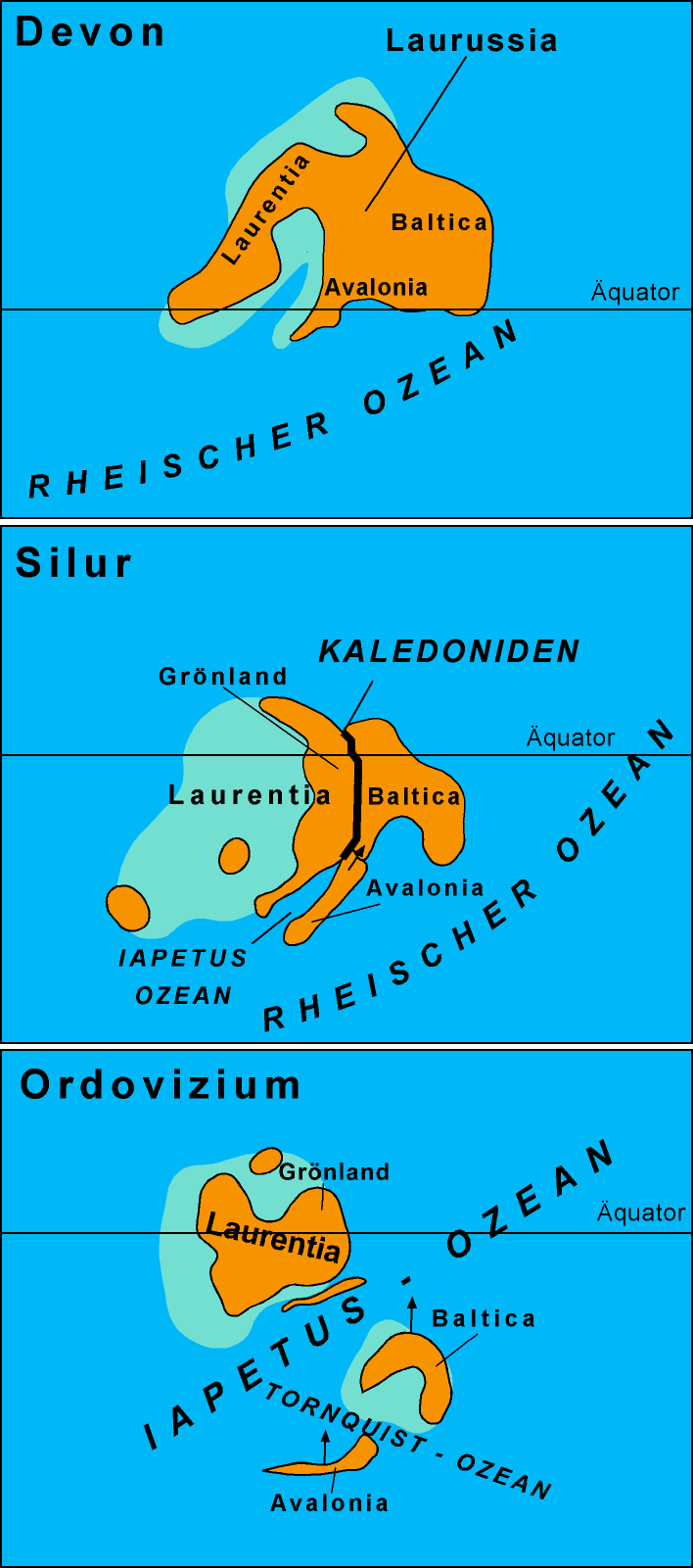
Prinzipdarstellung der Entwicklung von Avalonia, Baltica und Laurentia zum nördlichen Superkontinent Laurussia vom Ordovizium bis zum Devon. Weitere 50 Millionen Jahre später, im späten Karbon (ca. 300 mya), erfolgte die Vereinigung mit Gondwana zum Superkontinent Pangaea.

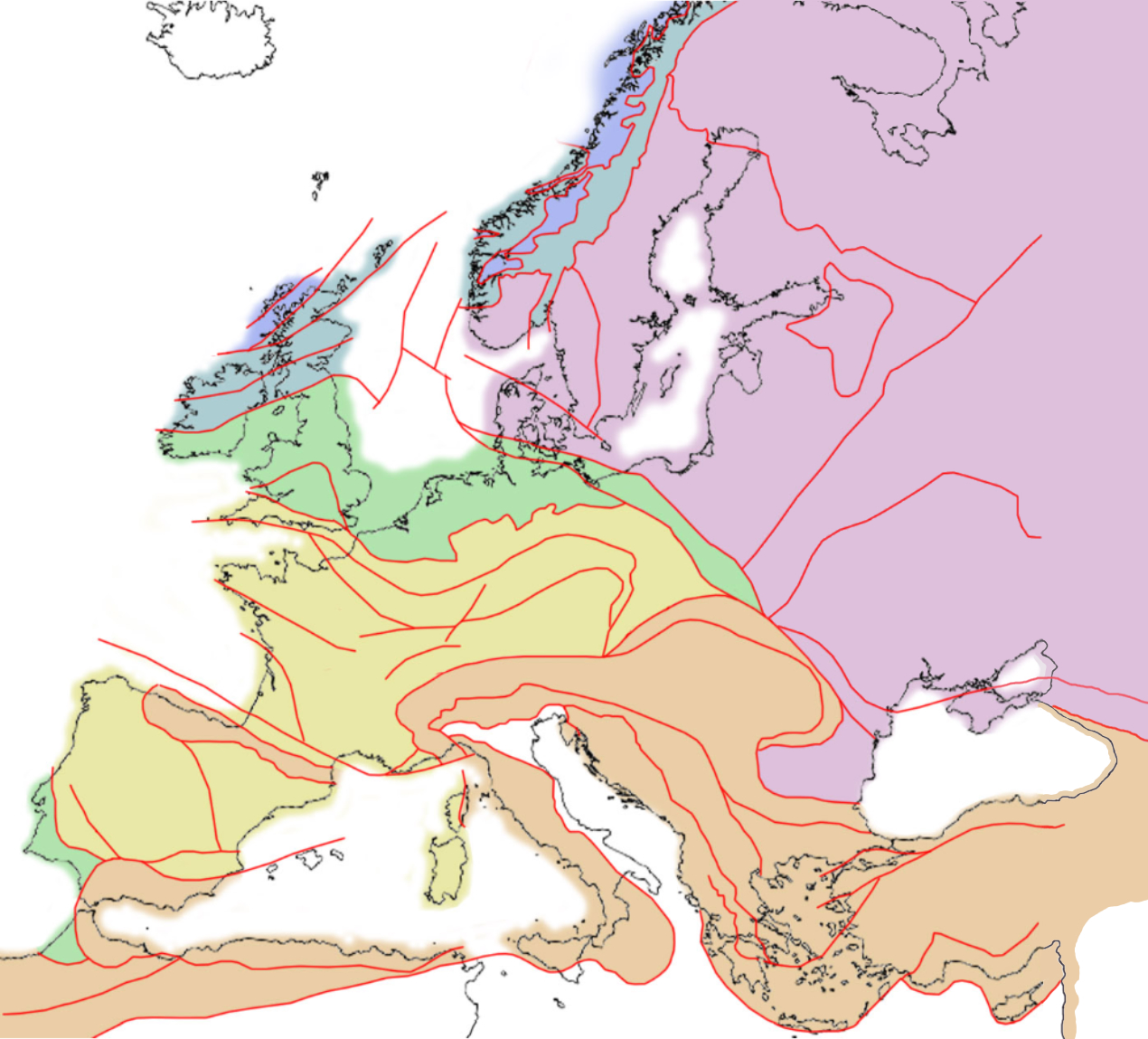
Karte mit den tektonischen Provinzen Europas (Grundgebirgsprovinzen). Von der Kaledonischen Orogenese unmittelbar ergriffen wurden der Kontinentalrand Balticas und die ost-avalonische Kruste. Ebenfalls kaledonisch gefaltet und heute als Teile Europas erhalten sind Fragmente von Ur-Nordamerika (Laurentia,).

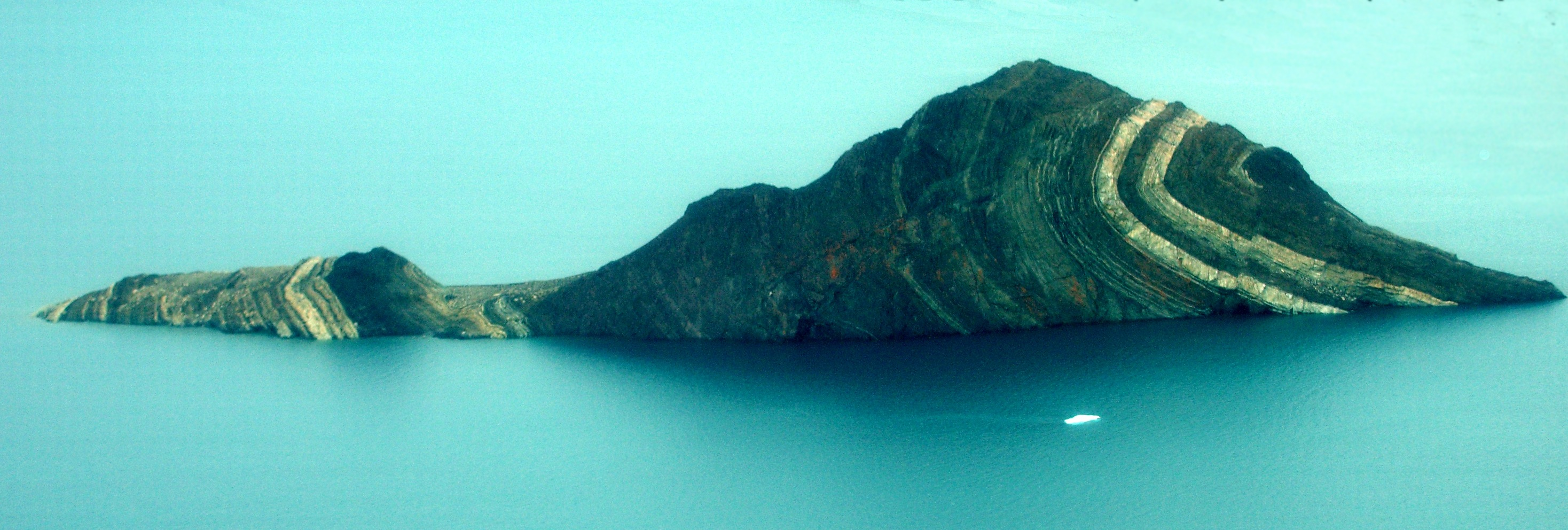
Große liegende Falte in kaledonisch deformiertem Gestein der Insel Jägmästarens Ø im ostgrönländischen Kong Oscar Fjord

Die Kaledonische Orogenese ist die ältere der beiden mehrphasigen Gebirgsbildungen des nordamerikanisch-europäischen Paläozoikums. Sie begann im Ordovizium und hatte ihren Höhepunkt im Silur. „Kaledonisch“ stammt vom lateinisch-keltischen Namen Caledonia für Schottland.
Bei dieser paläozoischen Gebirgsbildung entstanden die heutigen Rumpfgebirge der Britischen Inseln, teilweise die skandinavischen Grundgebirge und – im weiteren Sinne – die Appalachen im östlichen Nordamerika. Auch die Ostküste Grönlands, die Bäreninsel, die Orkney- und Shetlandinseln und West-Spitzbergen sind kaledonischen Ursprungs.
Während des Ordoviziums – vor etwa 450 Millionen Jahren – waren die erdgeschichtlichen Kontinente Laurentia, Baltica und Avalonia von hohen südlichen Breiten in Richtung Äquator gedriftet. Sie kollidierten in mehreren Phasen miteinander. Der Tornquist-Ozean zwischen Baltica und Avalonia und der Iapetus-Ozean wurden dabei geschlossen. Die bei der Subduktion und Schließung des Iapetus-Ozeans entstandenen Inselbögen und Gebirge werden heute als Kaledonische Gebirge bezeichnet, die damit verbundene bzw. zugrunde liegende Gebirgsbildung als Kaledonische Orogenese.

## Entwicklung
Der genaue Ablauf dieser Kollisionen im Zeitraum ist nicht im Detail bekannt. Als wahrscheinlich gilt folgender Ablauf:
- Im Obersten Ordovizium kollidierte zuerst Avalonia mit Baltica. Vermutlich bildete Avalonia einen vulkanischen Inselbogen, bevor es mit Baltica kollidierte.
- Vor der Ostküste Laurentias bildete sich ein Inselbogen aus, unter den der Iapetus-Ozean subduziert wurde.
- Im Silur wurde der Iapetus vollständig geschlossen. Es entstanden in mehreren Phasen die Irisch-Schottischen Kaledoniden und die Skandinavischen Kaledoniden. Der Inselbogen vor der Ostküste Laurentias wurde in die Appalachen eingefaltet. Dieser Ast setzt sich auch an der Ostküste Grönlands bis Spitzbergen und der Bäreninsel fort. In Nordamerika entstanden die Appalachen. Ein neuer Großkontinent – Laurussia oder Old Red Kontinent – entstand.